# Arno Marsh
Arno Marsh (Grand Rapids (Michigan), 28 mei 1928 – 12 juli 2019) was een Amerikaanse jazzsaxofonist.

## Biografie
Arno Marsh groeide op in Grand Rapids. Zijn vader was professioneel gitarist en kopiist, die thuis jamsessies organiseerde. Zijn moeder was pianiste en fluitiste. Op de middelbare school speelde hij in mars- en concertbands. Vroege voorbeelden als saxofonist waren Chu Berry, Ben Webster, Coleman Hawkins en Sonny Rollins. Zijn carrière begon in 1946 in plaatselijke bands, die toerden in buurstaten van het midwesten, waaronder in 1947/1948 in de door Sonny Burke geformeerde band The Duke Ambassadors.
Vanaf 1951 werd hij landelijk bekend door zijn lidmaatschap in de bands van Urbie Green en vanaf december 1951 in Woody Hermans Third Herd. Als solist is hij te horen in opnamen van Herman zoals These Foolish Things (Remind Me of You). In 1952/1953 werkte hij weer met eigen bands in zijn geboortestad. In 1956 speelde hij weer bij Hermans Third Herd, in 1956 in Chicago kort bij Stan Kenton en in Los Angeles bij Maynard Ferguson, voordat hij naar Las Vegas verhuisde, waar hij werkte in hotelbands en vervolgens in de begeleidingsband van de countryhumorist Hank Penny. In 1960 speelde hij bij Charlie Ventura in de Thunderbird Lounge. In 1968 begeleidde hij Nancy Wilson bij opnamen in Las Vegas. Met Carl Fontana vormde hij eind jaren 1990 een gezamenlijk kwintet, dat meerdere livealbums inspeelde. Onder zijn eigen naam bracht hij in 2004 het album Sunday Afternoons at the Lighthouse Cafe uit.

## Overlijden
Arno Marsh overleed in juli 2019 op 90-jarige leeftijd.

## Discografie
- 1952-1954: Woody Herman Orchestra: Hey! Heard the Heard? (Verve Records)
- ????: The Carl Fontana - Arno Marsh Quintet: Live at Capozzoli's, Vol. 1-3
- 2005: Hank Penny: It's War Again (National Recording Corporation)